# Quincy Promes
Quincy Anton Promes (Amsterdam, 4 januari 1992) is een Nederlands profvoetballer, veroordeeld crimineel en rapper. Als aanvaller speelde Promes voor Spartak Moskou, Ajax, Sevilla, Go Ahead Eagles en FC Twente. Hij debuteerde in 2014 in het Nederlands elftal. Promes werd tweemaal veroordeeld tot een celstraf.

## Voetbalcarrière

### Jeugd
Promes was onderdeel van de jeugdopleiding van Ajax, maar werd daar weggestuurd. Hij verruilde in 2008 de jeugdopleiding van Ajax voor die van HFC Haarlem. Toen die club in 2010 failliet ging koos hij uit meerdere aanbiedingen voor FC Twente, waar hij aansloot bij de A1. In 2011 tekende hij een opleidingscontract bij FC Twente. In het seizoen 2011/12 werd Promes aanvoerder van Jong FC Twente, dat onder leiding stond van Patrick Kluivert. Hij werd dat seizoen met het team kampioen in de Beloften Eredivisie en won in 2012 de Super Cup.

### FC Twente
Op 11 april 2012 debuteerde Promes voor FC Twente in het betaalde voetbal in de Eredivisiewedstrijd tegen AZ. In een uitwedstrijd tegen de Alkmaarders viel hij bij een 2–1 stand in het voordeel van de tegenstander in voor Nils Röseler en zag ploeggenoot Emir Bajrami nog een late gelijkmaker scoren. Ondertussen werd Promes kampioen met het belofte-elftal. Voor het eerste elftal bleef zijn inbreng beperkt tot drie duels.
In het seizoen 2012/13 leende FC Twente Promes uit aan Go Ahead Eagles, waar hij speelde onder Erik ten Hag. In de Eerste Divisie was hij een smaakmaker voor de club uit Deventer. Via de nacompetitie werd dat seizoen promotie afgedwongen. Promes was een van de uitblinkers voor Go Ahead Eagles in de nacompetitie. Promes won de Gouden Stier voor Talent van het Jaar in de Eerste Divisie. Hij keerde in de zomer van 2013 terug bij FC Twente, waar hij in de voorbereiding op seizoen 2013/14 een basisplaats afdwong. In tegenstelling tot bij Go Ahead Eagles, waar hij als aanvallende middenvelder speelde, stond Promes bij FC Twente meestal als vleugelspeler opgesteld. Op een korte afwezigheid wegens een blessure in december 2013 na, speelde hij alle wedstrijden. Hij scoorde elf keer in eenendertig wedstrijden. In maart 2014 werd zijn contract tegen een verbeterd salaris met twee jaar verlengd tot 2017. In diezelfde maand werd hij voor het eerst opgeroepen voor het Nederlands voetbalelftal.

### Spartak Moskou
In augustus 2014 tekende Promes een vierjarig contract bij het Russische Spartak Moskou, dat een bedrag van maximaal 15 miljoen euro voor hem betaalde aan Twente. Daar kreeg hij rugnummer 24 (en zijn naam weergegeven als 'Промес' op zijn shirt). Promes maakte op 14 september 2014 zijn eerste en tweede officiële doelpunt voor Spartak, tijdens een 3–1-overwinning op Torpedo Moskou. Hij kreeg in januari 2016 rugnummer 10. In het seizoen 2016/17 won Promes met zijn club de Premjer-Liga en de Russische Supercup. Tevens werd hij topscorer van de Premjer-Liga. Hij werd verkozen tot beste speler van het seizoen en eind 2017 tot beste voetballer van het jaar van de Russische competitie.
In honderdvijfendertig wedstrijden voor Spartak Moskou scoorde hij zesenzestig keer en gaf hij vierendertig assists.

### Sevilla
Op 30 augustus 2018 tekende Promes een vierjarig contract bij het Spaanse Sevilla, dat een bedrag van ongeveer 20 miljoen euro voor hem betaalde aan Spartak Moskou. Op 2 september 2018 maakte hij zijn debuut voor Sevilla in de met 1–0 verloren wedstrijd van Real Betis, waar hij in de zevenentachtigste minuut inviel voor Simon Kjær. Bij Sevilla kreeg hij geen basisplek op nummer 10 of als aanvallende vleugelspeler; in Spanje kreeg hij een plek als vleugelverdediger in een vijfmansverdediging.

### Ajax
Promes tekende op 24 juni 2019 een contract tot medio 2024 bij Ajax dat per 1 juli 2019 inging. Ajax betaalde een transfersom van ongeveer 15,7 miljoen euro die met eventuele bonussen tot 1,5 miljoen euro hoger zou kunnen uitvallen. Hij kwam zo terug bij Ajax, waar hij ooit uit de jeugdopleiding was weggestuurd. Hij werd hier opnieuw getraind door Erik ten Hag, net zoals eerder bij Go Ahead Eagles. Na een stroeve start met weinig speeltijd speelde hij steeds meer en kwam hij beter in zijn spel. Promes speelt meestal als linksbuiten of als aanvallende middenvelder (nummer 10). Op de linksbuitenpositie had hij voornamelijk concurrentie van David Neres. Op de nummer 10-positie had hij concurrentie van Donny van de Beek en Hakim Ziyech. Wanneer Promes en Ziyech samenspeelden, ontstonden vaak doeltreffende combinaties. Op 25 september 2019 maakte Promes in een inhaalwedstrijd tegen Fortuna Sittard zijn eerste hattrick in de Johan Cruijff Arena. De wedstrijd werd met 5-0 gewonnen. In de UEFA Champions League en de Eredivisie scoort hij in zijn eerste seizoen zestien doelpunten in achtentwintig wedstrijden.

### Spartak Moskou
Eind februari 2021 ging Promes weer naar Rusland. Spartak betaalde een transfersom van ongeveer 8,5 miljoen euro aan Ajax, die met eventuele bonussen tot 2,5 miljoen euro hoger zou kunnen uitvallen. Vanwege de Russische invasie van Oekraïne sinds 2022 kon Promes het contract eenzijdig opzeggen en Rusland verlaten. Hij maakte daar geen gebruik van. Met zijn club won hij de Russische beker 2021/22. Promes werd eind 2022 voor de tweede maal uitgeroepen tot voetballer van het jaar in Rusland. Zijn contract liep per 1 juli 2024 af. Vanaf eind februari 2024 kwam hij al niet meer uit voor Spartak vanwege zijn arrestatie in Dubai.
Van september 2024 tot juni 2025 speelde Promes voor United FC uit de Verenigde Arabische Emiraten. Hij scoorde 13 doelpunten in 16 wedstrijden in de UAE First Division League.

## Clubstatistieken
| Seizoen         | Club              | Competitie       | Competitie | Competitie | Beker | Beker | Internationaal | Internationaal | Overig | Overig | Totaal | Totaal |
| Seizoen         | Club              | Competitie       | Wed.       | Dlp.       | Wed.  | Dlp.  | Wed.           | Dlp.           | Wed.   | Dlp.   | Wed.   | Dlp.   |
| --------------- | ----------------- | ---------------- | ---------- | ---------- | ----- | ----- | -------------- | -------------- | ------ | ------ | ------ | ------ |
| 2011/12         | FC Twente         | Eredivisie       | 1          | 0          | 0     | 0     | 0              | 0              | 2      | 0      | 3      | 0      |
| 2012/13         | FC Twente         | Eredivisie       | 0          | 0          | 0     | 0     | 1              | 0              | —      | —      | 1      | 0      |
| 2012/13         | → Go Ahead Eagles | Eerste divisie   | 32         | 13         | 3     | 1     | —              | —              | 6      | 3      | 41     | 17     |
| 2013/14         | FC Twente         | Eredivisie       | 31         | 11         | 0     | 0     | —              | —              | —      | —      | 31     | 11     |
| 2014/15         | Spartak Moskou    | Premjer-Liga     | 28         | 13         | 1     | 0     | 0              | 0              | —      | —      | 29     | 13     |
| 2015/16         | Spartak Moskou    | Premjer-Liga     | 30         | 18         | 2     | 0     | 0              | 0              | —      | —      | 32     | 18     |
| 2016/17         | Spartak Moskou    | Premjer-Liga     | 26         | 12         | 1     | 0     | 2              | 0              | —      | —      | 29     | 12     |
| 2017/18         | Spartak Moskou    | Premjer-Liga     | 26         | 15         | 4     | 3     | 7              | 2              | 1      | 1      | 38     | 21     |
| 2018/19         | Spartak Moskou    | Premjer-Liga     | 5          | 1          | 0     | 0     | 2              | 1              | 0      | 0      | 7      | 2      |
| 2018/19         | Sevilla           | Primera División | 33         | 2          | 6     | 0     | 10             | 1              | —      | —      | 49     | 3      |
| 2019/20         | Ajax              | Eredivisie       | 20         | 12         | 1     | 0     | 6              | 4              | 1      | 0      | 28     | 16     |
| 2020/21         | Ajax              | Eredivisie       | 19         | 6          | 1     | 0     | 5              | 0              | 0      | 0      | 25     | 6      |
| 2020/21         | Spartak Moskou    | Premjer-Liga     | 11         | 3          | 0     | 0     | 0              | 0              | —      | —      | 11     | 3      |
| 2021/22         | Spartak Moskou    | Premjer-Liga     | 22         | 6          | 2     | 3     | 6              | 2              | —      | —      | 30     | 11     |
| 2022/23         | Spartak Moskou    | Premjer-Liga     | 27         | 20         | 9     | 5     | 0              | 0              | 1      | 0      | 37     | 25     |
| 2023/24         | Spartak Moskou    | Premjer-Liga     | 17         | 6          | 4     | 2     | 0              | 0              | —      | —      | 21     | 8      |
| Carrière totaal | Carrière totaal   | Carrière totaal  | 328        | 138        | 34    | 14    | 39             | 10             | 11     | 4      | 412    | 166    |

Bijgewerkt t/m 1 maart 2024.

## Interlandcarrière
Promes kwam vanaf 2011 diverse keren uit voor het Nederlands voetbalelftal onder 19 en Jong Oranje. Hij debuteerde in het elftal onder 19 onder bondscoach Wim van Zwam met een basisplaats in een oefenwedstrijd tegen Italië onder 19 op 24 maart 2011.
Op 5 maart 2014 maakte hij onder bondscoach Louis van Gaal zijn debuut in het Nederlands voetbalelftal in een vriendschappelijke interland tegen Frankrijk. Promes speelde de hele wedstrijd. Vervolgens werd hij in mei 2014 opgeroepen voor een trainingsstage van het Nederlands elftal in de aanloop naar het wereldkampioenschap voetbal 2014. Hij behoorde tot de voorselectie van 30 spelers, maar viel af voor de definitieve selectie. Ondertussen werd hij wel opgeroepen voor Jong Oranje. In een met 6–1 gewonnen EK-kwalificatiewedstrijd tegen Schotland op 29 mei 2014 scoorde Promes een hattrick. Een week later scoorde hij twee keer voor Jong Oranje tegen Jong Luxemburg.
Promes speelde een deel van de in 2014 en 2015 gespeelde kwalificatiewedstrijden voor het EK 2016, waarvoor Nederland zich niet kwalificeerde.
In 2016 en 2017 speelde hij mee in de meeste kwalificatiewedstrijden voor het WK 2018. Promes maakte op 7 oktober 2016 zijn eerste en tweede doelpunt voor het Nederlands elftal. Die dag zorgde hij voor zowel de 1–0 als de 2–0 tijdens een met 4–1 gewonnen kwalificatiewedstrijd voor het WK 2018, thuis tegen Wit-Rusland. Nederland kwalificeerde zich niet voor dit WK.
In 2018 en 2019 speelde hij in de eerste editie van de UEFA Nations League, en bereikte hij met Oranje de finale.
Promes speelde ook tijdens de meeste kwalificatiewedstrijden voor het EK 2020. Tijdens de laatste kwalificatiewedstrijd tegen Estland, in november 2019, experimenteerde bondscoach Ronald Koeman met Promes op de positie van rechtsback.
Tijdens het EK 2020, dat na uitstel werd gespeeld in de zomer van 2021, behoorde Promes tot de selectie en kwam hij tot twee invalbeurten. Tijdens het toernooi speelde hij zijn vijftigste interland voor Oranje.
| Interlands van Quincy Promes voor Nederland | Interlands van Quincy Promes voor Nederland | Interlands van Quincy Promes voor Nederland | Interlands van Quincy Promes voor Nederland | Interlands van Quincy Promes voor Nederland | Interlands van Quincy Promes voor Nederland |
| No.                                         | Datum                                       | Wedstrijd                                   | Uitslag                                     | Soort wedstrijd                             | Goals                                       |
| ------------------------------------------- | ------------------------------------------- | ------------------------------------------- | ------------------------------------------- | ------------------------------------------- | ------------------------------------------- |
|                                             |                                             |                                             |                                             |                                             |                                             |
| Als speler van FC Twente                    |                                             |                                             |                                             |                                             |                                             |
| 1.                                          | 5 maart 2014                                | Frankrijk – Nederland                       | 2 – 0                                       | Vriendschappelijk                           |                                             |
| Als speler van Spartak Moskou               | Als speler van Spartak Moskou               | Als speler van Spartak Moskou               | Als speler van Spartak Moskou               | Als speler van Spartak Moskou               | 5                                           |
| 2.                                          | 13 oktober 2014                             | IJsland – Nederland                         | 2 – 0                                       | EK 2016 kwalificatie                        |                                             |
| 3.                                          | 14 november 2014                            | Nederland – Mexico                          | 2 – 3                                       | Vriendschappelijk                           |                                             |
| 4.                                          | 5 juni 2015                                 | Nederland – Verenigde Staten                | 3 – 4                                       | Vriendschappelijk                           |                                             |
| 5.                                          | 3 september 2015                            | Nederland – IJsland                         | 0 – 1                                       | EK 2016 kwalificatie                        |                                             |
| 6.                                          | 6 september 2015                            | Turkije – Nederland                         | 3 – 0                                       | EK 2016 kwalificatie                        |                                             |
| 7.                                          | 13 november 2015                            | Wales – Nederland                           | 2 – 3                                       | Vriendschappelijk                           |                                             |
| 8.                                          | 25 maart 2016                               | Nederland – Frankrijk                       | 2 – 3                                       | Vriendschappelijk                           |                                             |
| 9.                                          | 29 maart 2016                               | Engeland – Nederland                        | 1 – 2                                       | Vriendschappelijk                           |                                             |
| 10.                                         | 27 mei 2016                                 | Ierland – Nederland                         | 1 – 1                                       | Vriendschappelijk                           |                                             |
| 11.                                         | 1 juni 2016                                 | Polen – Nederland                           | 1 – 2                                       | Vriendschappelijk                           |                                             |
| 12.                                         | 4 juni 2016                                 | Oostenrijk – Nederland                      | 0 – 2                                       | Vriendschappelijk                           |                                             |
| 13.                                         | 1 september 2016                            | Nederland – Griekenland                     | 1 – 2                                       | Vriendschappelijk                           |                                             |
| 14.                                         | 6 september 2016                            | Zweden – Nederland                          | 1 – 1                                       | Kwalificatie WK 2018                        |                                             |
| 15.                                         | 7 oktober 2016                              | Nederland – Wit-Rusland                     | 4 – 1                                       | Kwalificatie WK 2018                        | 15' 31'                                     |
| 16.                                         | 10 oktober 2016                             | Nederland – Frankrijk                       | 0 – 1                                       | Kwalificatie WK 2018                        |                                             |
| 17.                                         | 25 maart 2017                               | Bulgarije – Nederland                       | 2 – 0                                       | Kwalificatie WK 2018                        |                                             |
| 18.                                         | 28 maart 2017                               | Nederland – Italië                          | 1 – 2                                       | Vriendschappelijk                           |                                             |
| 19.                                         | 31 mei 2017                                 | Marokko – Nederland                         | 1 – 2                                       | Vriendschappelijk                           | 22'                                         |
| 20.                                         | 4 juni 2017                                 | Nederland – Ivoorkust                       | 5 – 0                                       | Vriendschappelijk                           |                                             |
| 21.                                         | 9 juni 2017                                 | Nederland – Luxemburg                       | 5 – 0                                       | Kwalificatie WK 2018                        | 70'                                         |
| 22.                                         | 31 augustus 2017                            | Frankrijk – Nederland                       | 4 – 0                                       | Kwalificatie WK 2018                        |                                             |
| 23.                                         | 3 september 2017                            | Nederland – Bulgarije                       | 3 – 1                                       | Kwalificatie WK 2018                        |                                             |
| 24.                                         | 9 november 2017                             | Schotland – Nederland                       | 0 – 1                                       | Vriendschappelijk                           |                                             |
| 25.                                         | 14 november 2017                            | Roemenië – Nederland                        | 0 – 3                                       | Vriendschappelijk                           |                                             |
| 26.                                         | 23 maart 2018                               | Nederland – Engeland                        | 0 – 1                                       | Vriendschappelijk                           |                                             |
| 27.                                         | 31 mei 2018                                 | Slowakije – Nederland                       | 1 – 1                                       | Vriendschappelijk                           | 59'                                         |
| 28.                                         | 4 juni 2018                                 | Italië – Nederland                          | 1 – 1                                       | Vriendschappelijk                           |                                             |
| Als speler van Sevilla FC                   | Als speler van Sevilla FC                   | Als speler van Sevilla FC                   | Als speler van Sevilla FC                   | Als speler van Sevilla FC                   | 2                                           |
| 29.                                         | 6 september 2018                            | Nederland - Peru                            | 2 – 1                                       | Vriendschappelijk                           |                                             |
| 30.                                         | 9 september 2018                            | Frankrijk - Nederland                       | 2 – 1                                       | UEFA Nations League 2018/19                 |                                             |
| 31.                                         | 13 oktober 2018                             | Nederland - Duitsland                       | 3 – 0                                       | UEFA Nations League 2018/19                 |                                             |
| 32.                                         | 16 oktober 2018                             | België – Nederland                          | 1 – 1                                       | Vriendschappelijk                           |                                             |
| 33.                                         | 16 november 2018                            | Nederland - Frankrijk                       | 2 - 0                                       | UEFA Nations League 2018/19                 |                                             |
| 34.                                         | 19 november 2018                            | Duitsland - Nederland                       | 2 - 2                                       | UEFA Nations League 2018/19                 | 85'                                         |
| 35.                                         | 21 maart 2019                               | Nederland -Wit-Rusland                      | 4 - 0                                       | EK-kwalificatie 2020                        |                                             |
| 36.                                         | 24 maart 2019                               | Nederland - Duitsland                       | 2 - 3                                       | EK-kwalificatie 2020                        |                                             |
| 37.                                         | 6 juni 2019                                 | Nederland - Engeland                        | 3 - 1                                       | UEFA Nations League 2018/19                 | 114'                                        |
| 38.                                         | 9 juni 2019                                 | Portugal – Nederland                        | 1 – 0                                       | UEFA Nations League 2018/19                 |                                             |
| Als speler van Ajax                         |                                             |                                             |                                             |                                             |                                             |
| 39.                                         | 6 september 2019                            | Duitsland – Nederland                       | 2 – 4                                       | EK-kwalificatie 2020                        |                                             |
| 40.                                         | 13 oktober 2019                             | Wit-Rusland – Nederland                     | 1 – 2                                       | EK-kwalificatie 2020                        |                                             |
| 41.                                         | 16 november 2019                            | Noord-Ierland – Nederland                   | 0 – 0                                       | EK-kwalificatie 2020                        |                                             |
| 42.                                         | 19 november 2019                            | Nederland – Estland                         | 5 – 0                                       | EK-kwalificatie 2020                        |                                             |
| 43.                                         | 4 september 2020                            | Nederland – Polen                           | 1 – 0                                       | UEFA Nations League 2020/21                 |                                             |
| 44.                                         | 7 september 2020                            | Nederland – Italië                          | 0 – 1                                       | UEFA Nations League 2020/21                 |                                             |
| 45.                                         | 7 oktober 2020                              | Nederland – Mexico                          | 0 – 1                                       | Vriendschappelijk                           |                                             |
| 46.                                         | 11 oktober 2020                             | Bosnië en Herzegovina – Nederland           | 0 – 0                                       | UEFA Nations League 2020/21                 |                                             |
| 47.                                         | 15 november 2020                            | Nederland – Bosnië en Herzegovina           | 3 – 1                                       | UEFA Nations League 2020/21                 |                                             |
| Als speler van Spartak Moskou               |                                             |                                             |                                             |                                             |                                             |
| 48.                                         | 2 juni 2021                                 | Nederland – Schotland                       | 2 – 2                                       | Vriendschappelijk                           |                                             |
| 49.                                         | 21 juni 2021                                | Noord-Macedonië – Nederland                 | 0 – 3                                       | Groepsfase EK 2020                          |                                             |
| 50.                                         | 27 juni 2021                                | Nederland – Tsjechië                        | 0 – 2                                       | Achtste Finale EK 2020                      |                                             |

Bijgewerkt op 27 juni 2021

## Erelijst
Spartak Moskou
- Premjer-Liga: 2016/17
- Russische Supercup: 2017
- Russische voetbalbeker: 2021/22

 Ajax
- Johan Cruijff Schaal: 2019

Individueel
- Voetballer van het Jaar in Rusland: 2017, 2022[24]
- Topscorer in de Russische Premjer-Liga (15 doelpunten): 2017/18

## Muziekcarrière
Naast het voetbal werkt Promes ook aan een muziekcarrière. In 2017 was Blow it van Rasskulz het eerste nummer waar Quincy Promes op te horen was. De voetballer zag het eerst als een hobby, maar gaf in 2020 aan het al serieuzer te gaan nemen. Dit ging hij doen vanwege de positieve reactie die hij ontving op zijn rapbijdrages. 
Sinds 2017 werkte hij onder andere samen met Chivv, Djaga Djaga, Qlas & Blacka, Frenna, Diquenza en SFB. Verder vertelde Promes bij een interview dat hij ook een nummer had gemaakt met de Amerikaanse rapper Lil Baby. Deze is anno 2023 nog niet uitgebracht. Daarnaast stond hij samen met medevoetballer Memphis Depay op het lied Tat tat van SFB.
Op Worst day, een van de singles die Promes uitbracht, reageerde hij op haatreacties vanuit Nederland en uitte hij kritiek op de rechtszaak die anno 2023 tegen hem liep. In de videoclip van dit lied is Promes te zien die in de straten van Moskou loopt en wordt tegen hem in het Russisch gezegd dat hij daar veilig is.

### Discografie
| Lied                                     | Verschijnen      | Album                                  | Hitlijsten   | Hitlijsten   |
| Lied                                     | Verschijnen      | Album                                  | NL (Top 100) | NL (Top 100) |
| Lied                                     | Verschijnen      | Album                                  | Piek         | Weken        |
| ---------------------------------------- | ---------------- | -------------------------------------- | ------------ | ------------ |
| Ball (met Frenna, Diquenza en Priceless) | 17 november 2017 | We don't stop (van Frenna en Diquenza) | 52           | 1            |
| Out of town (met OCS, KM en Navi)        | 14 mei 2020      | Scofield (van OCS)                     | 73           | 2            |
| Tat tat (met SFB en Memphis Depay)       | 11 november 2022 | Reset the levels IV (van SFB)          | 64           | 1            |

## Rechtszaken
In december 2020 werd Promes gearresteerd op verdenking van betrokkenheid bij een steekpartij in juli van dat jaar. In november 2021 besloot het Openbaar Ministerie om hem te vervolgen voor poging tot doodslag. De telefoon van Promes werd destijds afgetapt door de politie vanwege een verdenking van het financieren van import van cocaïne. In afgetapte telefoongesprekken met familieleden werden uitspraken gedaan die de steekpartij bevestigden. Ook wordt hij verdacht van deelname aan een criminele organisatie. De rechtbank in Amsterdam veroordeelde de in Rusland verblijvende Promes in 2023 bij verstek tot 18 maanden gevangenisstraf wegens zware mishandeling van zijn neef, Promes ging in hoger beroep tegen de uitspraak.
Op 24 januari 2024 werd door het OM in een andere strafzaak een gevangenisstraf van 9 jaar geëist tegen Promes wegens het smokkelen van 650 kilogram cocaïne in de haven van Antwerpen. De rechter veroordeelde hem op 14 februari 2024 bij verstek tot zes jaar cel.
Het OM heeft voor miljoenen euro’s beslag gelegd op panden van Promes in verband met een komende ontnemingsvordering. Verder heeft zijn neef conservatoir beslag laten leggen op negen panden in verband met de aan hem verschuldigde schadevergoeding.
Promes werd op 29 februari 2024 aangehouden op het vliegveld van Dubai. Nadat er aanvankelijk geruchten gingen dat hij naar Rusland terug zou mogen keren, werd hij op 13 maart door de autoriteiten van de Emiraten gearresteerd. Dit op verzoek van het Nederlandse Openbaar Ministerie, dat zei de uitlevering van Promes te zullen vragen. In mei dat jaar kwam hij daar onder voorwaarden vrij. Op 12 juni 2025 werd Promes in Dubai aangehouden; Nederland had om zijn uitlevering gevraagd. Hij werd op 20 juni 2025 uitgeleverd aan Nederland, waar hij onder bewaking van de marechaussee arriveerde op Schiphol en direct werd afgevoerd; het gerechtshof had eerder geoordeeld dat hij vluchtgevaarlijk is.